# Geelstaartwolaap
De geelstaartwolaap (Lagothrix flavicauda) is primaat van ongeveer 55 cm en een lange grijpstaart van ongeveer 60 cm met een mahoniekleurige vacht met geel op de staart en in de schaamstreek, die in groepen in bergbossen in Peru leeft, vooral van vruchten. 
De geelstaartwolaap is een van de grootste primaten uit de Nieuwe Wereld. Zijn dieet bestaat uit vooral vruchten en in de droge tijd bladeren, met af en toe bloemen, knoppen, orchideeënknollen, en ongewervelden. Deze soort komt uitsluitend voor in de nevelwouden van Noord-Peru, op hoogtes tussen 1.000 en 2.800 m. Hij leeft in groepen van maximaal 30 dieren. De geelstaartwolaap staat op de lijst van "ernstig bedreigd" (CR) van zowel de International Union for Conservation of Nature (IUCN) als de Peruaanse wetgeving, en op Bijlage I van de Convention on International Trade in Endangered Species of Wild Fauna and Flora (CITES).

## Beschrijving
De volwassen mannelijke geelstaartwolaap is van kruin tot staartaanzet 54-57 cm en heeft een totale lengte van 107-120 cm, het volwassen vrouwtje 50-56 cm kop-romplengte en 112-118 cm in totaal. Dat is iets groter dan de gewone wolaap. De achterpoot is ongeveer 14½ cm en het oor zo'n 3¼ cm lang. Het gewicht van volwassen mannetjes ligt tussen 8 en 10 kg terwijl een vrouwtje ongeveer 6 kg weegt. De vacht van volwassen geelstaartwolaap is diep mahoniekleurig bij beide geslachten. De kleurintensiteit varieert echter over het lichaam. De vacht van de kop, de kruin en de bovenste delen van de rug is zwartachtig met een bruine tint die geleidelijk aan naar de onderkant van de rug overgaat in een lichter roodbruin. Deze kleur loopt door tot aan het einde van de staart. De vacht van de geelstaartwolaap is kenmerkend dicht, zacht en bijzonder lang op de borst. De haren op de bovenkant van het hoofd hebben een gemiddelde lengte van ½ cm. De haarlengte neemt toe op de nek tot 2½ cm en op de rug tot 3 cm. De vacht van de achterpoten is ongeveer 1½ cm en kan op de voorpoten iets langer zijn met zo'n 2 cm. De oren zijn gedeeltelijk verborgen, waarbij het verste deel van de schelp duidelijker zichtbaar is. De oren hebben korte haren die lichter zijn dan op de bovenkant van het hoofd en geen plukjes hebben. Op de onderkant van de staart bevindt zich een onbehaard eeltkussen dat omgeven is door een heldergele vacht. De schaamstreek heeft een heel opvallende lange gele haarpluk.

### ontwikkeling
Naarmate baby's ouder worden, wordt de gezichtspigmentatie donkerder in de bovenkaakstreek waar de witte haren, die kenmerkend zijn voor de soort, aanwezig zijn. Pigmentatie wordt donkerder op de neus- en tussen de ogen, en wordt uiteindelijk zeer donkerbruin tot bijna zwart bij volwassenen. De boven-buitenkant van de oogkassen is minder gepigmenteerd.

### Anatomie
De hersenpan is smal, de jukbeenbogen lopen wijd uit en de deuken aan de zijkant zijn kort en breed. De oogrand staat bijna loodrecht op het jukbeen. De mediale wenkbrauwverdikkingen zijn prominent. Het slakkenhuis is laag, plat en loopt iets af. De neusvleugels zijn niet duidelijk hol of sterk omhooggekruld aan hun uiteinden en de snijtanden steken duidelijk uit buiten de kaakrand. De grootste schedellengte is bij mannetjes 10,1 tot 10,7 cm, bij vrouwtjes 10,4 tot 10,9 cm, de breedte tussen de buitenkant van de jukbogen bij mannetjes 6,9 tot 7,4 cm en vrouwtjes 7,2 tot 7,4 cm, de breedte van de  hersenpan bij mannetjes 5,4 tot 5,8 cm en vrouwtjes 5,4 tot 6,1 cm en de lengte van de kiezenrij 2,5 tot 2,8 cm bij mannetjes en omstreeks 2,8 cm bij vrouwtjes. De achterpoten zijn ongeveer 5% langer dan de voorpoten.
De volwassen geelstaartwolaap heeft een voor zijn familie van de grijpstaartapen typische tandformule namelijk 2.1.3.32.1.3.3 × 2 = 36, dat wil zeggen twee snijtanden, een hoektand, drie valse kiezen en drie ware kiezen in elke helft van de bovenkaak, en diezelfde elementen in de onderkaak. De wervelkolom bestaat uit 7 halswervels, 14 borstwervels, 6 lendenwervels, 3 heiligbeenwervels, en minstens 14 staartwervels, maar het exacte aantal is onbekend.

### Verschillen met de gewone wolaap
De vacht van de geelstaartwolaap is langer en dikker dan bij de gewone wolaap. Het gezicht is donkergrijs gepigmenteerd met een goed begrensde witte vlek rond de mond en witte haren rond de ogen. De geelstaartwolaap heeft opvallende goudgele haren in de schaamstreek en de onderbuik, rond het eeltkussen op de staart, die allemaal afwezig zijn bij de gewone wolaap. Deze goudgele pluk in de schaamstreek is rijk en dicht bij mannetjes, minder overvloedig en enigszins verdeeld in afzonderlijke plekjes bij vrouwtjes. Vergeleken met de gewone wolaap heeft de geelstaartwolaap een smalle hersenpan, bredere jukbeenbogen en meer opvallend uitsteeksel op het midden van de wenkbrauwen.

## Taxonomie
In zijn standaardwerk Systema naturae uit 1758 onderscheidde Carl Linnaeus vier geslachten in de orde Primates: Homo, Simia, Lemur en Vespertilio. Veel soorten die aanvankelijk in het geslacht Simia waren geplaatst, werden later verdeeld over veel nieuwe geslachten. Uiteindelijk bleef de naam Simia over omdat onduidelijk was welke soort als het type van de geslachtsnaam moest worden beschouwd. Daarom is Simia door de International Commission on Zoological Nomenclature onderdrukt in 1929. De geelstaartwolaap werd voor het eerst wetenschappelijk beschreven op basis van dieren die leefden in de omgeving van de Amazonerivier in het grensgebied tussen de Peruviaanse provincies Jaen en Maynas door de Pruisische natuurvorser en ontdekkingsreiziger Alexander von Humboldt in 1812. Deze beschouwde het dier als een soort brulaap, noemde hem Simia flavicauda en plaatste de soort in de groep Stentor. Deze naam is tegenwoordig echter in gebruik voor een geslacht trompetdiertjes. Étienne Geoffroy Saint-Hilaire wijzigde de naam van Von Humboldt dat zelfde jaar tot Stentor flavicaudatus. In 1816 brengt Anselme Gaëtan Desmarest de soort onder in het geslacht van de slanke kapucijnapen en maakt de combinatie Cebus flavicaudatus. In 1820 plaatste Heinrich Kuhl de geelstaartwolaap in het geslacht dat in 1811 door Johann Karl Wilhelm Illiger was voorgesteld voor de brulapen en maakte daarmee de nieuwe combinatie Mycetes flavicaudatus. De Duitse botanicus, zoöloog en ontdekkingsreiziger Eduard Friedrich Poeppig noemde het dier in 1832 “Rothe Choro”, maar dat is een ongeldige naam omdat deze niet aan de regels voor een wetenschappelijke naam voor een dier voldoet. In 1840 gaf Johann Andreas Wagner de naam Mycetes caraya als alternatief voor de naam van Von Humboldt. Isidore Geoffroy Saint-Hilaire meende een variëteit te hebben gevonden op de soort van Von Humboldt en noemde die in 1851 Mycetes ursinus. Wellicht is er verwarring mogelijk met Stentor ursinus, de naam die Von Humboldt in 1815 voor de bruine brulaap gebruikte. Hermann Schlegel, een Duits natuuronderzoeker die in Leiden werkte, maakte de nieuwe combinatie Mycetes flavicauda in 1876. In 1896 bracht Henry Ogg Forbes A hand-book to the primates uit en gaf de geelstaartwolaap daarin de wetenschappelijke naam Alouatta ursina. Ook hij bedoeld hiermee niet Stentor ursinus van Von Humboldt. Michael Rogers Oldfield Thomas beschreef in 1927 Lagothrix (Oreonax) hendeei, veronderstelde dat deze mogelijk in een eigen geslacht zou moeten worden geplaatst en gaf daarom ook de naam Oreonax hendeei. George Henry Hamilton Tate moderniseerde in 1939 de naamgeving, en combineerde de naam van Von Humboldt met de geslachtsnaam van de brulapen tot Alouatta flavicauda, plaatste de soort van Oldfield Thomas in het geslacht wolaap en maakte zo de combinatie Lagothrix hendeei. In 2001 maakte de Australische primatoloog Colin Groves een herziening van de taxonomie van de primaten en hij maakte de combinatie Oreonax flavicauda. Verwantschapsonderzoeken uit 2014 en 2015 bevestigen dat beide soorten wolaap in hetzelfde geslacht moeten worden geplaatst.
De geelstaartwolaap wordt ingedeeld in de orde Primaten, onderorde Haplorhini, infraorde Simiiformes, parvorder Platyrrhini, familie Atelidae, onderfamilie Atelinae. In het geslacht Lagothrix worden twee soorten herkend, naast geelstaartwolaap (Lagothrix flavicauda) ook de gewone wolaap (Lagothrix lagothricha).

## Gedrag
De geelstaartwolaap is een boombewonende viervoeter en klimmer. Hij gebruikt de sterke grijpstaart als steun tijdens het bewegen. De dieren leven in groepen van 4 tot 30 dieren. De soort komt voor in bergbossen op de oostelijke hellingen van de Peruaanse Andes. Zijn habitat wordt gekenmerkt door steile hellingen tot 60%, bomen van 18–40 m hoog en een dikke ondergroei met lianen, Bromeliaceae, Palmaceae en Orchidaceae. De territoriumgrootte wordt geschat op tussen de 150 ha en 235 ha. De soort brengt het grootste deel van zijn tijd door in het bladerdak, maar daalt af naar de bosbodem om aarde te eten. De geelstaartwolaap leeft in groepen met meerdere mannetjes en meerdere vrouwtjes, met een dominant mannetje. Groepen zijn erg hecht en de dieren zijn meestal niet verder dan 30 m van alle andere groepsgenoten. De dieren besteden gemiddeld 30% van de tijd aan eten, 30% aan verplaatsingen, 25% aan rusten, 2% aan sociale interacties en 13% aan andere activiteiten, waarbij de groep minder actief is gedurende het midden van de dag. Waaraan de dieren de tijd besteden verschilt aanzienlijk met de leeftijd en tussen mannetjes en vrouwtjes, alleen aan het verplaatsen besteden alle groepsleden even veel tijd. Volwassen vrouwtjes zijn het langst aan het eten en rusten juist minder lang. Tijdens het droge seizoen wordt er meer tijd besteed aan rusten.

### Voedsel
De geelstaartwolaap is voornamelijk een fruiteter, hoewel hij ook bladeren, bloemen, knoppen, wortels van epifyten, ongewervelden en sommige gewervelde dieren eet. Gedurende één onderzoek aten de dieren 46% fruit, 23% bladeren, 19% insecten, 6½% mos en korstmos, 3% knoppen en 2% bloemen. Vijgen zijn belangrijk in het dieet en zijn goed voor 40-70% van de fruitconsumptie. Andere veel gegeten vruchten zijn van Cecropia, Chrysophyllum, Styloceras en andere Sapotaceae, Lauraceae, Bromeliaceae en Melastomataceae. De geelstaarwolaap eet ook pseudobulben van epifytische orchideeën, korstmossen en knoppen van Clusia. Tijdens het droge seizoen worden er meer bladeren gegeten. Tijdens het droge seizoen wordt er aarde gegeten, wat samenvalt met meer bladeren, die giftige stoffen kunnen bevatten. De gegeten aarde is arm aan micronutriënten, maar bevat ongeveer 20% klei. Er is één keer waargenomen dat een slang werd opgegeten.

### Relatie met andere dieren
De geelstaartwolaap komt samen voor als de witbuikslingeraap, Aotus miconax en witvoorhoofdkapucijnaap in het grootste deel van zijn verspreidingsgebied. Gemengde groepen met de witbuikslingerapen zijn af en toe waargenomen. De dieren zijn soms agressief tegen rode neusberen. Dieren roepen gealarmeerd als reactie op arenden, een potentiële predator.

### Voortplanting
De enige twee waargenomen paringen vonden beide plaats in januari. Geschat wordt dat er slechts ongeveer één geboorte per jaar plaatsvindt voor elke zes volwassenen. Het aantal baby's per jaar wisselt van een tot zes binnen en tussen groepen. Er wordt aangenomen dat, net als bij gewone wolapen, vrouwtjes de groep waarin ze geboren zijn verlaten op een leeftijd van ongeveer 6 jaar, en dat vrouwtjes zich voor het eerst voortplanten als ze ongeveer 9 jaar oud zijn. Mannetjes bereiken seksuele volwassenheid op 5½- tot 6-jarige leeftijd. De menstruatiecyclus duurt ongeveer 18 dagen. De draagtijd is 210-225 dagen. De tijd tussen twee opvolgende geboorten bij dezelfde moeder is 2½ tot 3½ jaar.

### Geluiden
Geelstaartwolapen maken niet vaak geluiden, slechts ongeveer 1% van de gedragsobservaties. Tot nu toe zijn er tot 11 verschillende geluiden geïdentificeerd. Roep duurt tussen 0,075 en 0,65 s, met frequenties tussen 250 en 11.650 Hz. Er worden verschillende geluiden gemaakt afhankelijk van de leeftijd en het geslacht van het individu en de specifieke gedragscontext. Volwassenen, met name vrouwtjes en vrouwtjes met baby's, maken vaker geluiden dan de andere leeftijden en mannetjes. De soort kan de hele dag door geluiden maken, met pieken in de vroege ochtend en vroege middag.

## Verspreiding, populatie en bescherming
De geelstaartwolaap komt alleen voor in centraal en noordelijk Peru, langs de oostkant van het Andesgebergte, meestal op hoogtes tussen ongeveer 1.400 en 2.800 m, maar soms ook tot net boven 1000 m. De meeste waarnemingen zijn gedaan in de departementen Amazonas en San Martín, maar de soort is ook waargenomen in de departementen Huánuco, La Libertad en Loreto. Een nieuwe populatie werd onlangs veel verder naar het zuiden (~200 km) ontdekt, in het departement Junín, tussen 1.400 en 1.750 m hoogte. In Amazonas is de geelstaartwolaap sinds de herontdekking in de jaren '70 op veel plaatsen waargenomen. De verspreiding hier wordt in het noorden en noordwesten beperkt door de laaglanden van de rivier Marañon en in het westen door de rivier Utcubamba. Kleine relictpopulaties zijn waargenomen ten westen van de rivier Utcubamba. In San Martín is de soort aanwezig in de hooglanden aan beide zijden van de vallei van de rivier de Mayo en in het westen langs de grens met Amazonas en La Libertad, helemaal naar het zuiden tot aan de grens met het departement Huánuco. In La Libertad is de soort bevestigd in de uiterste oostelijke provincie Pataz. In Huánuco strekt de verspreiding zich uit van de grens van San Martín, zuidwaarts langs de linkeroever van de Alto Rio Huallaga richting Pasco. In Loreto is een kleine populatie geregistreerd in de bergbossen in het uiterste zuidwesten van het departement, in de provincies Alto Amazonas en mogelijk ook Datem del Marañón, op de grens van de Cordillera Escalera in San Martín. In 2019 leidde een toevallige ontmoeting tijdens biologische onderzoeken tot de ontdekking van een populatie in het departement Junín in de Inchatoshi Kametsha Conservation Concession, nabij Río Pampa Hermosa, ver ten zuiden van de rest van de verspreiding van de soort. Tot nu toe zijn er geen gegevens voor het departement Pasco, tussen het meest zuidelijke deel van zijn verspreiding in Huánuco en de Junín-populatie. De soort zou afwezig zijn in gebieden met geschikte habitat in Ucayali.

### Populatietrend
Er zijn geen gegevens van de omvang van de populatie. Op basis van gegevens over de populatiedichtheid en habitatverlies wordt aangenomen dat het aantal dieren tussen 1980 en 2015 is afgenomen met ruim 90%. Een verdere achteruitgang wordt verwacht.

### Bedreigingen en bescherming
De geelstaartwolaap staat vermeld als "ernstig bedreigd" (CR) op de Rode Lijst van bedreigde soorten van de Internationale Unie voor het behoud van de natuur en natuurlijke hulpbronnen (IUCN), met een afnemende populatie. Het is opgenomen in Bijlage I van de Conventie over de internationale handel in bedreigde soorten wilde fauna en flora (CITES 2017), en ook gecategoriseerd als "ernstig bedreigd" volgens de Peruaanse wet. De IUCN SSC Primate Specialist Group en de International Primatological Society beschouwden de soort als een van 's werelds 25 meest bedreigde primatensoorten. De beste huidige schattingen suggereren dat alle beschikbare habitat met maximaal 82% is verminderd en de populatiegrootte met maximaal 93% is verminderd.
De belangrijkste bedreigingen voor de geelstaartwolaap zijn verlies en fragmentatie van habitat, jacht en houtkap. De belangrijkste oorzaken van deze bedreigingen zijn de toenemende menselijke populaties en sociaaleconomische instabiliteit in de landelijke hooglanden van Peru. Het beperkte verspreidingsgebied en de lage voortplantingssnelheid van deze aap maken hem bijzonder kwetsbaar voor uitsterven door menselijke activiteiten. Het overgrote deel van de landconversie in zijn verspreidingsgebied is voor veeteelt en aanzienlijke gebieden worden gebruikt voor geld- en bestaansgewassen zoals koffie, knollen, maïs en bonen. De teelt van coca (voor de productie van cocaïne) is ook een bedreiging in sommige gebieden, evenals de maatregelen die worden genomen om de illegale handel tegen te gaan. Mijnbouw is een bedreiging geworden in sommige delen van zijn verspreidingsgebied, hetzij direct door habitatverlies, hetzij indirect door migratie van mensen naar nieuwe gebieden. Klimaatverandering zal naar verwachting in de nabije toekomst een bedreiging worden, waardoor de beschikbaarheid van niches in Amazonas, Huánuco en San Martín afneemt.
De geelstaartwolaap is aangetroffen in dichte en uitgestrekte oerbossen omgeven door matige menselijke verstoringen als houtkap, jacht voor levensonderhoud, of wegenbouw en hij wordt vaak uitgeroeid of is zeldzaam in zeer verstoorde tereinen. In sommige gebieden kan hij overleven in zeer verstoorde habitats, maar dit is mogelijk slechts tijdelijk.
De soort komt voor in vijf door de staat gerunde beschermde gebieden: de Santuario Nacional Cordillera Colán, Reserva Comunal Chayu-Nain en de Zona Reservada Río Nieva, in het departement Amazonas, en het Parque Nacional Río Abiseo en Bosque de Protección Alto Mayo, in het departement San Martín. Op subnationaal niveau is het geregistreerd in de Area de Conservación Regional Bosques de Shunté y Mishollo en de Área de Conservación Regional Cordillera Escalera, beide in het departement San Martín. Bovendien komt de soort voor in de volgende particuliere natuurbeschermingsgebieden: Hierba Buena – Allpayacu, Copallin, Bosque de Berlin en Abra Patricia – Alto Nieva, in het departement Amazonas, en Los Chilchos, in San Martín; en in de volgende beschermingsconcessies: Alto Nieva, in Amazonas, en Alto Huyllabamba, Bosques del Sinaí, Martin Sagrado en El Breo, allemaal in San Martín. Het enige beschermde gebied in zijn verspreiding in Junín is de Inchatoshi Kametsha Conservation Concession. Tot nu toe komt de soort alleen voor buiten de beschermde gebieden in Huánuco en La Libertad. Het grote aantal particuliere en door de overheid beschermde gebieden zijn belangrijk voor het voortbestaan van de soort, met name in gebieden waar veel mensen wonen.
De jacht is een andere belangrijke oorzaak van de afname van de populatie en heeft geleid tot het uitsterven van sommige populaties. Illegale handel in geelstaartwolapen vindt nog steeds plaats. Ook wordt er nog gejaag voor versieringen en vlees. Waar de lokale jacht is gestopt heeft de soort zich kunnen herstellen, werden groepen groter en populatiedichtheid hoger toen de jacht stopte. De toename was het gevolg van natuurlijke aanwas, zoals blijkt uit de grotere aantallen baby's en adolescenten.